# 도라에몽 너와 애완동물의 이야기
도라에몽 너와 애완동물의 이야기(일본어: ドラえもん きみとペットの物語 ドラえもん きみとペットのものがたり[*])는 2001년 3월 16일에 에폭 사에서 출시한 게임보이용 소프트. 게임 보이 컬러 대응. 『도라에몽』을 원작으로 한 캐릭터 게임. 『도라에몽 기가 좀비의 역습』 이래가 되는 오리지널 주인공에 의한 롤 플레잉 게임이다.

## 이야기
주인공은 어느 날, 소중한 친구인 애완동물과 싸우고 애완동물은 화가 나서 집을 나간다. 주인공은 애완동물을 필사적으로 찾지만 찾지 못한다. 그리고 자신이 살고 있는 마을과 이웃 마을에서 활동하는 애완동물 도둑에 대한 소문을 듣는다. 자신의 애완동물이 그 도둑에게 붙잡혔을지도 모른다고 생각해서 주인공은 이웃 마을에 사는 도라에몽과 노비타와 함께 소중한 친구를 찾는 모험에 나선다.

## 등장인물

### 메인 캐릭터
주인공
노비타 일행이 사는 마을의 옆 마을에 살고 있다. 자신의 소중한 친구인 애완동물을 찾기 위해 도라에몽 일행과 모험을 떠난다. 본작 오리지널 캐릭터이며 성별의 선택이라고 명명이 가능하다. 캐릭터의 얼굴 그래픽도 2종류 가운데에서 선택 가능. 사용 무기는 남자는 요요, 여자는 콩주머니.